# Ounagha
Ounagha (arabiska: اوناغة) är en ort i Marocko, som i folkräkningen räknas som stad i landskommunen med samma namn. Den ligger i provinsen Essaouira och regionen Marrakech-Safi, 400 km sydväst om huvudstaden Rabat. Antalet invånare var 1 234 vid folkräkningen 2014.